# Pauri Bareli jezik
Pauri Bareli jezik (bareli, barewali, barli; ISO 639-3: bfb), indoarijski jezik podskupine bhil, kojim govori 175 000 ljudi (2000 NLCI) u indijskim državama Maharashtra i Madhya Pradesh.
Narodi koji govore ovim jezikom zovu se Paura (301 000; 1997 IMA) i Barela (394 000; 1997 IMA). Jezicima rathwi bareli [bgd] i palya bareli [bpx] nije razumljiv. Piše se devanagarijem.

## Vanjske poveznice
- Ethnologue (14th)
- Ethnologue (15th)